# Reinmar von Zweter
Reinmar von Zweter (Ubstadt-Weiher probabilmente, intorno al 1200 – dopo il 1248) è stato un poeta gnomico tedesco probabilmente appartenente al ceto della cavalleria.

## Vita
Reinmar von Zweter è "nato sul Reno e cresciuto in Austria" ("am Rhein geboren und in Österreich aufgewachsen" secondo quanto lui stesso dice nello Spruch 150. Iniziò la propria carriera di poeta intorno al 1227 in Austria (Spruch 125). Accanto a un primo periodo alla corte dei Babenberg sotto Leopoldo VI e Federico II, che forse sarebbe dovuto all'influsso di Walther von der Vogelweide, è possibile provare sulla base degli Spruch 136-141 una permanenza in Boemia presso la corte praghese di Venceslao I di Boemia a partire dagli anni 1234-35.
Dopo il 1241 bisogna supporre una vita in pellegrinaggio al servizio di diversi protettori, in quanto mancano adeguati indizi e sulla base di una sua progressiva presa di posizione di Reinmar nelle sue poesie gnomiche. L'ultima Spruch databile risale all'anno 1248, la Spruch 223.
Reinmar von Zweter è il rappresentante principale della poesia gnomica tra Walther von der Vogelweide e Heinrich von Meißen. In ragione della sua alta forma espressiva fu annoverato dai Meistersinger tra i dodici fondatori di tale Meisterkunst.

## Opere
Nucleo dell'opera tramandata di Reinmar von Zweter sono un Leich religioso (assieme al Minnesang e alla poesia gnomica, uno dei generi principali della poesia medievale tedesca) e le Spruch nel cosiddetto "tono d'elogio per la donna", che sono stati tramandati soprattutto nel Codex Manesse (Codex palatinus germanicus 848) e nel manoscritto di Heidelberg (Codex palatinus germanicus 350).
Il Codex Manesse contiene il suddetto Leich e 219 Spruch, di cui 217 in tono elogiativo; il manoscritto di Heidelberg contiene in tutto 215 Spruch. 139 sono stati tramandati in entrambi i manoscritti così complessivamente sono stati conservati 295 Spruch.
Insieme a questi due documenti importantissimi per la trasmissione di Reinmar altre opere del poeta sono trasmesse in circa 30 manoscritti e frammenti. Nel complesso la ricerca dispone del Leich e di circa 260 poesie gnomiche per cui è certa l'attribuzione a Reinmar,  nel caso di 22 strofe tramandate sotto il nome di Reinmar è dubbia e per 27 è scorretta.